# 14 Tauri
14 Tauri är en gul jätte i Oxens stjärnbild.
14 Tau har visuell magnitud +6,14 och befinner sig på ett avstånd av ungefär 410 ljusår.